# Uladsimir
Uladsimir (belarussisch Уладзімір) ist die belarussische Variante des Vornamens Wladimir.
Bekannte Namensträger:
- Uladsimir Alejnik (* 1959), sowjetisch-belarussischer Wasserspringer
- Uladsimir Aljanischka (* 1989), belarussischer Biathlet
- Uladsimir Arlou (* 1953), belarussischer Historiker und Dichter sowie Vorsitzender des belarussischen PEN-Clubs
- Uladsimir Dsjanissau (* 1984), belarussischer Eishockeyspieler
- Uladsimir Dsmitruk (* 1987), belarussischer Opernsänger (Tenor)
- Uladsimir Dubouka (1900–1976), belarussischer Dichter, Übersetzer und Literaturkritiker
- Uladsimir Dubrouschtschyk (* 1972), belarussischer Diskuswerfer
- Uladsimir Ihnazik (* 1990), belarussischer Tennisspieler
- Uladsimir Jarmoschyn (* 1942), belarussischer Politiker
- Uladsimir Kapytau (* 1965), belarussischer Ringer
- Uladsimir Karatkewitsch (1930–1984), belarussischer Schriftsteller, Dichter und Übersetzer
- Uladsimir Kopaz (* 1971), belarussischer Eishockeyspieler
- Uladsimir Miklascheuski (* 1983), belarussischer Biathlet
- Uladsimir Njakljajeu (* 1946), belarussischer Dichter
- Uladsimir Parfjanowitsch (* 1958), sowjetisch-belarussischer Kanute, dreifacher Olympiasieger und Politiker
- Uladsimir Samsonau (* 1976), belarussischer Tischtennisprofi
- Uladsimir Sassimowitsch (* 1968), belarussischer Speerwerfer
- Uladsimir Soltan (1953–1997), belarussischer Komponist
- Uladsimir Tarassewitsch (1921–1986), belarussischer Bischof
- Uladsimir Tschapelin (* 1988), belarussischer Biathlet
- Uladsimir Waltschkou (* 1978), belarussischer Tennisspieler
- Uladsimir Weramejenka (* 1984), belarussischer Basketballspieler
- Uladsimir Zjamtschyk (* 1973), belarussischer Marathonläufer
- Uladsimir Zyplakou (1969–2019), russisch-belarussischer Eishockeyspieler